# Hakuzan Kimura
木村白山
Hakuzan Kimura (木村白山, Hakuzan Kimura) était un réalisateur d'anime japonais.

## Biographie
Il est à ses débuts assistants de Seitarō Kitayama, un pionnier de l'animation japonaise, et travaille avec lui dans son studio d'animation (Kitayama Eiga Seisakujo). Mais le Tremblement de terre de Kantō de 1923 ayant détruit le studio, il travailla alors avec le producteur de films éducatifs Asahi Kinema Gomei-sha. Il collabore aussi avec Kenzo Masaoka à l'élaboration du premier film d'animation parlant du Japon. Kanimanji engi, un de ses premiers films réalisés avec Hidehiko Okuda et Tomu Uchida, est réalisé en animation de silhouettes.

## Filmographie
En tant que réalisateur :
- Yoshichiro no keirei (1933)
- Suzumi fune (1932)
- Dorei senso (1931)
- Sankaku no sekai (1931)

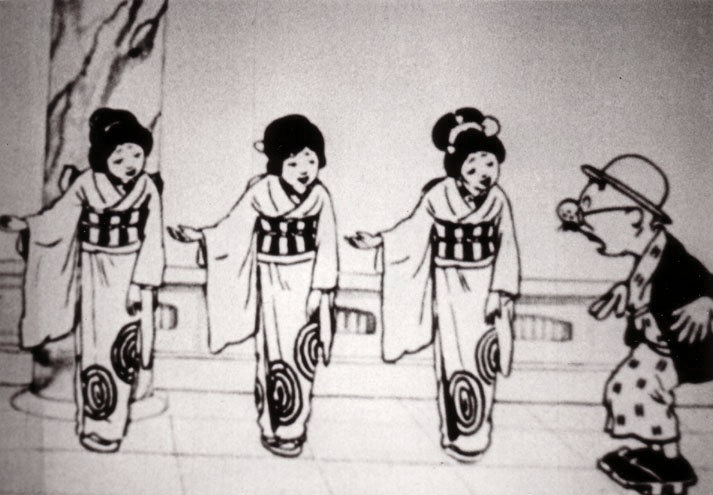
Nonkina tosan ryugu mairi (1925)

- Ajita Purota shohi kumiai no maki (1930)
- Nonkina tosan Yamazaki kaido (1928)
- Kanimanji engi (1925)
- Akagaki Genzo tokkuri no wakare (1924)

En tant qu'animateur :
- Manga: Sakana no kuni (1928)
- Kanimanji engi (1925)
- Kinken chochiku Shiobara Tasuke (1925)
- Nonkina tosan ryugu mairi (1925)

Source.

## Référence
1. ↑  Article MASAOKA Kenzo, le père des animes, Nathalie B., 01/02/2003, Animeland
2. ↑  (fr) Aux sources de l'animation japonaise, Cinémathèque québécoise
3. ↑  Hakusan Kimura sur l'IMDB